# Hylaeus constrictus
Hylaeus constrictus là một loài Hymenoptera trong họ Colletidae. Loài này được Cockerell mô tả khoa học năm 1905.